# Баффало-66
«Баффало 66» (англ. Buffalo '66) — американский независимый кинофильм, вышедший на экраны в 1998 году. Режиссёрский дебют известного актёра Винсента Галло.

## Сюжет
Главный герой — Билли Браун, родившийся в Баффало в 1966 году. Он выходит из тюрьмы, где провёл пять лет из-за того, что проиграл на ставках крупную сумму и в качестве расплаты был вынужден взять на себя чужую вину. Теперь Билли хочет отомстить тому злополучному игроку «Баффало Биллс», который промахнулся в финале чемпионата и, таким образом, лишил парня пяти лет жизни. Но сначала Билли должен навестить родителей, которые думают, что он женился и уехал работать в другой город. Зайдя в танцевальный клуб в поисках туалета, он случайно встречает девушку по имени Лейла, похищает её, а затем предлагает сыграть перед родителями роль его жены…

## В ролях
- Винсент Галло — Билли Браун
- Кристина Риччи — Лейла
- Бен Газзара — Джимми Браун
- Анжелика Хьюстон — Джен Браун
- Микки Рурк — букмекер
- Розанна Аркетт — Венди Болсам
- Ян-Майкл Винсент — Сонни
- Кевин Поллак — спортивный комментатор
- Алекс Каррас — спортивный комментатор
- Боб Уол — Скотт Вудс

## Награды и номинации
- 1998 — премия Национального совета кинокритиков США за лучшую женскую роль второго плана (Кристина Риччи), а также специальное упоминание за мастерство в киноискусстве.
- 1998 — специальный приз молодёжного жюри на кинофестивале в Хихоне.
- 1998 — приз лучшей актрисе на кинофестивале в Сиэтле (Кристина Риччи).
- 1998 — участие в конкурсной программе кинофестиваля «Санденс» и Стокгольмского кинофестиваля.
- 1999 — премия MovieZone Award на Роттердамском кинофестивале.
- 1999 — номинация на премию британского независимого кино за лучший зарубежный независимый фильм.
- 1999 — номинация на премию «Независимый дух» за лучший дебютный фильм (Винсент Галло, Крис Хэнли).